# Paulin Cheilan
Paulin Pierre Cheilan (9 juillet 1834 à Oppède - 17 décembre 1907 à Aix en Provence), fut durant la deuxième moitié de sa vie, historien, journaliste et poète français de langues française et provençale.
Paulin Cheilan est aussi un Félibre aixois membre de L'Escolo de Lar ; il a donné des œuvres significatives à la littérature provençale.

## Biographie
Paulin Cheilan est né à Oppède, Vaucluse le 9 juillet 1834 de Joseph Cheilan (né à Lambesc, Bouches-du-Rhône) et de Marie Pauline Ely (née à Oppède).
C’est à Aix-en-Provence qu’il fait ses études et passe son baccalauréat. Il occupe, à Aix-en-Provence puis à Marseille, la fonction d’huissier ; ensuite il travaille comme comptable (teneur de livres), agent d'assurances, employé de commerce et finalement éditorialiste et correcteur au Mémorial d'Aix.
Paulin Cheilan sera directeur du Mémorial d'Aix, d'août 1896 à mars 1897.
Il décède à Aix-en-Provence le 17 décembre 1907.

## Vie privée et famille
Il se marie à Aix-en-Provence, le 25 juin 1860, avec Mlle Baptistine Coste ; ils ont deux filles, Clotilde (née le 3 juin 1861 à Aix) et Pauline (née le 17 décembre 1867 aussi à Aix).
Sa fille Clotilde Cheilan dite « Moiselle » est l’institutrice de l’école de filles du Tholonet de 1881 jusqu’à sa retraite en 1929. Sa petite-fille, Maxime Joséphine Pierrette Granier, fille de Pauline Cheilan et de Louis Granier, est aussi l’institutrice du Tholonet, à la suite de sa tante, jusqu’à sa retraite en 1959. À elle deux, elles ont assuré cet enseignement pendant presque quatre-vingts années.

## Débuts en littérature
Voilà comment Paulin Cheilan présente, dans son autobiographie manuscrite, ses débuts dans la littérature :

« À quarante ans passés, alors que j’étais à la fabrique de savon, il se produisit en moi un changement presque subit. Mon cerveau sembla éclater et se fendre, comme pour livrer passage aux idées qui s’y étaient accumulées. Je devins écrivain, prosateur et poète, et dès que je fus libre j’écrivis dans deux ou trois journaux publiés à Aix, leur donnant des articles sur tous les sujets, en français et en provençal.
Mais j’eus un grand tort, celui de ne pas signer mes œuvres de mon nom. Ce n’est que plus tard, quand je fus employé chez mon ami Nicot que je commencerai à mettre mon nom au bas de tous mes articles. »

— Paulin Cheilan, 
Paulin Cheilan publie plusieurs livres de poésies provençales et de nombreux articles dans les journaux aixois de l’époque : Le Cadet d'Aix, Le Petit Aixois et surtout Le Mémorial d'Aix.

### Prix littéraires
Récompenses obtenues lors des jeux floraux de Sceaux (félibrée de Sceaux)

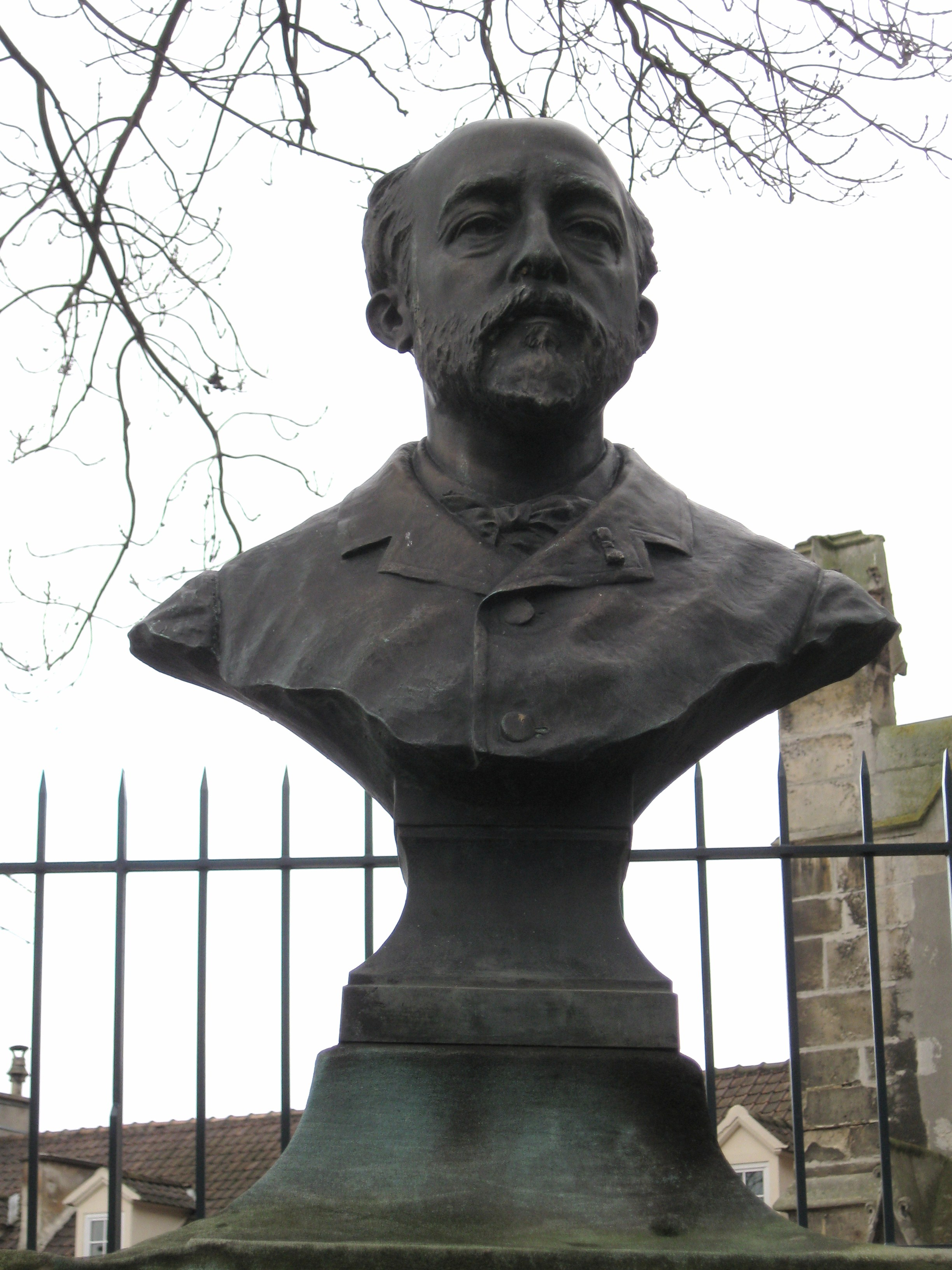
Buste de Paul Arène.

- Lou Viro-Soulèu – Premier prix en 1889.
- Les Vendanges – Troisième mention en 1891.
- Cristou Couloumb – Première mention en 1892.
- Le troubadour Catelan – Première mention en 1894.
- Le théâtre antique d’Orange – Premier prix en 1895.
- Le palais des Papes à Avignon – Premier prix en 1896.
- Ode à Paul Arène – Premier prix en 1897. Cette ode sera lue lors de l’inauguration du buste de Paul Arène dans le jardin des Félibres de Sceaux en juillet 1897[3].
- Lou pont dòu Gard – Premier prix en 1898.
- La flour dóu viro-soulèu (nouvelle version) – Couronnée en 1900.
- La mort de Fèlis Gras – Second prix en 1902.
- Le théâtre antique d’Orange (nouvelle version) – Premier prix en 1903.

### Livres
- Lou viro-soulèu (« Le Tournesol ») – poésie provençale – J. Nicot, imprimeur – Aix-en-Provence, 1889.
- Mi Biasso e àutri pouësìo – recueil de poésies provençales – J. Nicot, imprimeur – Aix-en-Provence, 1890. L'une de ses poésies est reprise dans le livre d'Emanuele Portal sur la littérature provençale[4].
- Istòri vertadièro e galejarello de Bou, soun passat, soun presènt, soun aveni – J. Nicot, imprimeur – Aix-en-Provence, 1891.
- Le théâtre d'Orange. Ode à Paul Arène. – poésies provençales – H. Ely, imprimeur – Aix-en-Provence, 1897.
- Lou pont dóu Gard (« Pont du Gard »)[5] – poésie provençale avec traduction française littérale et notes – J. Barthélémy, imprimeur – Aix-en-Provence, 1898.
- Anfos Daudet (« Alphonse Daudet »)[6] – poésie provençale avec traduction française – J. Barthélémy, imprimeur – Aix-en-Provence, 1899.
- Histoire du Tholonet – réécriture et compilation des articles de Paulin Cheilan publiés dans Le Mémorial d'Aix réalisée par Philippe F. Bernascolle – Les Presses du Midi – Toulon, 2015 –  (ISBN 9782812706868).

### Poésies publiées dansLe Mémorial d’Aix
- Le troubadour Catelan – poésie provençale – Le Mémorial d’Aix du 5 juillet 1894.
- Lou Toulounet (« Le Tholonet ») – poésie provençale – Le Mémorial d’Aix du 7 avril 1898.
- La flour dóu viro-soulèu – poésie provençale (nouvelle version) – Le Mémorial d’Aix du 8 juillet 1900.
- Lou teatre d’aurenjo – poésie provençale (nouvelle version) – Le Mémorial d’Aix du 16 août 1903.